# 馬克西姆·克雷西
馬克西姆·克雷西（英語：Maxime Cressy；1997年5月8日—）是美國的一位網球選手（2018年之前曾代表法國參賽）。2021年7月19日，他的世界排名達到第149位，創出職業生涯的迄今最高紀錄。他在2020年參加了美國網球公開賽，是他第一次參加大滿貫賽事。

## 外部連結
- 馬克西姆·克雷西（英文/西班牙文）的官方資料
- 馬克西姆·克雷西的官方资料